# Asymmetricythere
Asymmetricythere is een geslacht van kreeftachtigen uit de klasse van de Ostracoda (mosselkreeftjes).

## Soorten
- Asymmetricythere asymmetrella Bassiouni, 1971 †
- Asymmetricythere cinqua Carbonnel, 1989 †
- Asymmetricythere hiltermanni Bassiouni, 1971 †
- Asymmetricythere indoiranica (Jain, 1981)
- Asymmetricythere lobatula Gramann, 1975 †
- Asymmetricythere monciardinii Carbonnel, 1988 †
- Asymmetricythere mutata (Luebimova & Guha, 1960) Gramann, 1975 †
- Asymmetricythere tertia Carbonnel, 1989 †
- Asymmetricythere valvulana Finger, 1983 †
- Asymmetricythere whatleyi (Jain, 1981)
- Asymmetricythere yousefi Bassiouni, 1971 †